# Пальфи
О современном режиссёре см. Пальфи, Дьёрдь, о других носителях фамилии — Палффи
Пальфи фон Эрдёд (венг. Pálffy de Erdőd) — очень разветвлённый древний род венгерских баронов (с 1581), графов (c 1599) и князей (c 1807).
Венгерские роды Пальфи и Гедервар пытались выводить своё происхождение от Миклоша Конта (Konth), могущественного магната в правление Людовика I Великого, который владел множеством замков в нынешней Хорватии и Словакии.
У истоков современного рода стоял Миклош Пальфи (1552—1600), который путём брака с внучкой Антона Фуггера унаследовал замок Червеный Камень в Верхней Венгрии (Словакии). В 1599 г. был пожалован титулом имперского графа.

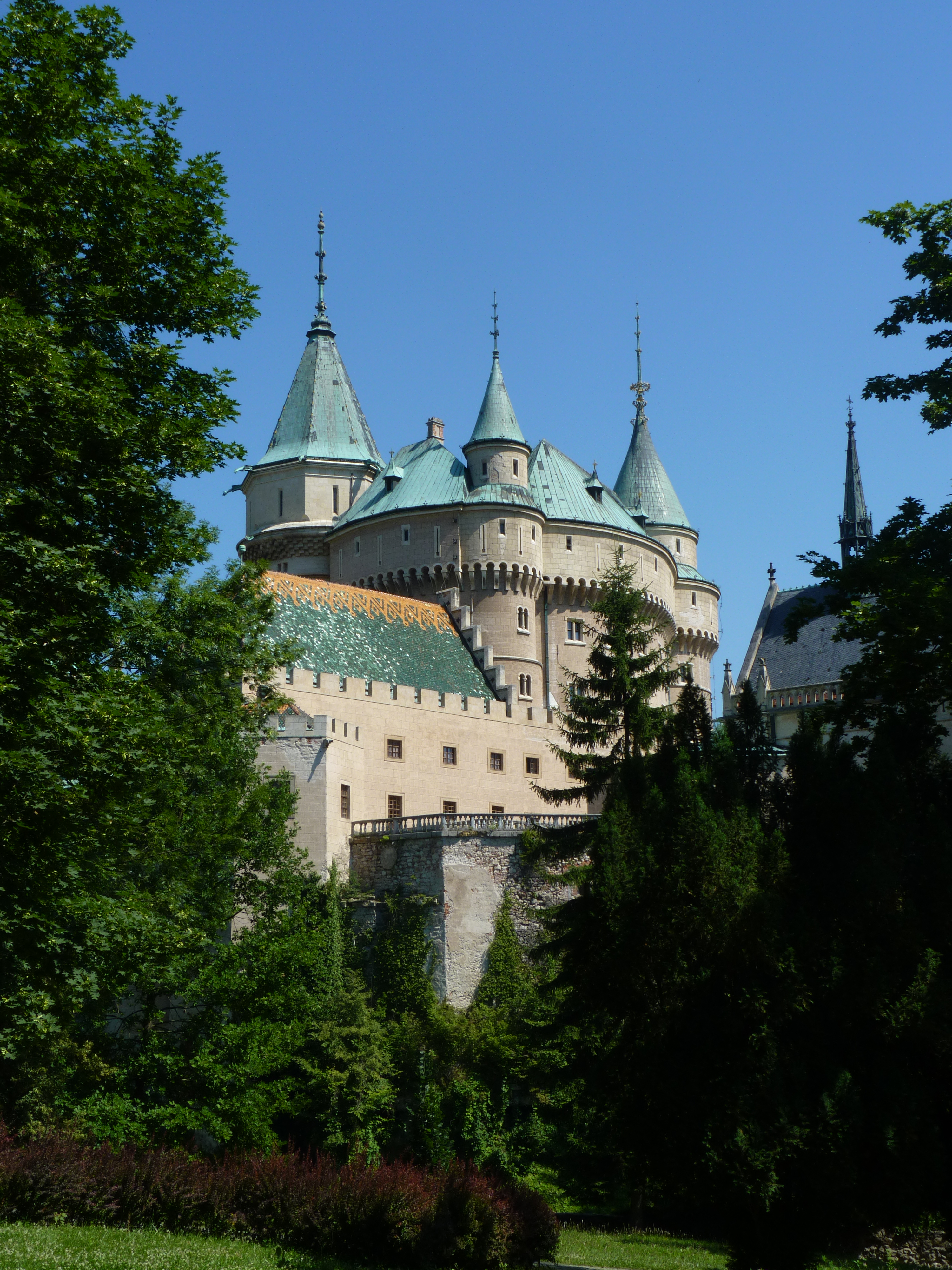
Бойницкий замок на территории современной Словакии

Многие поколения потомков Миклоша Пальфи оставались богатейшими жителями Пожони (в то время венгерской столицы) и её имперскими наместниками. Графы Пальфи выстроили там несколько дворцов, из которых один занимает австрийское посольство, другой же — городская картинная галерея.
В Праге довольно скромный дворец Пальфи расположен на Малой Стороне. В Вене ими выстроены два небольших дворца Архивная копия от 10 мая 2012 на Wayback Machine — на Вальнерштрассе и Йозефплаце.
В 1875 году после пресечения потомства генералиссимуса Дауна в мужском колене средняя (графская) линия рода Пальфи унаследовала принадлежавший ему титул князя Тиано, после чего изменила фамилию на «Пальфи-Даун де Эрдёд» (Pálffy-Daun de Erdõd).

## Представители
- Граф Пал Пальфи фон Эрдёд (1592—1653) — Палатин Венгрии (1649—1653).
- Граф Янош Пальфи (1663—1751) — австрийский генерал-фельдмаршал, главнокомандующий в Венгрии, бан Хорватии, Далмации и Славонии.
- Граф Миклош Пальфи фон Эрдёд (1657—1732) — имперский фельдмаршал, палатин Венгрии.
- Сын его, граф Карл Пальфи (1697—1774), также выдающийся генерал, был австрийским фельдмаршалом.
- Граф Леопольд Пальфи (1716-73) был фельдмаршалом (1760) и главнокомандующим венгерских войск (1765).
- Граф Иоанн Карл Пальфи (ум. в 1870 г.) тоже был фельдмаршалом, граф Алоис Пальфи (ум. в 1876 г.) — губернатором Венеции.
- Граф Фидель Пальфи (1895—1946) в 1933 г. основал Венгерскую национал-социалистическую партию; после войны повешен.

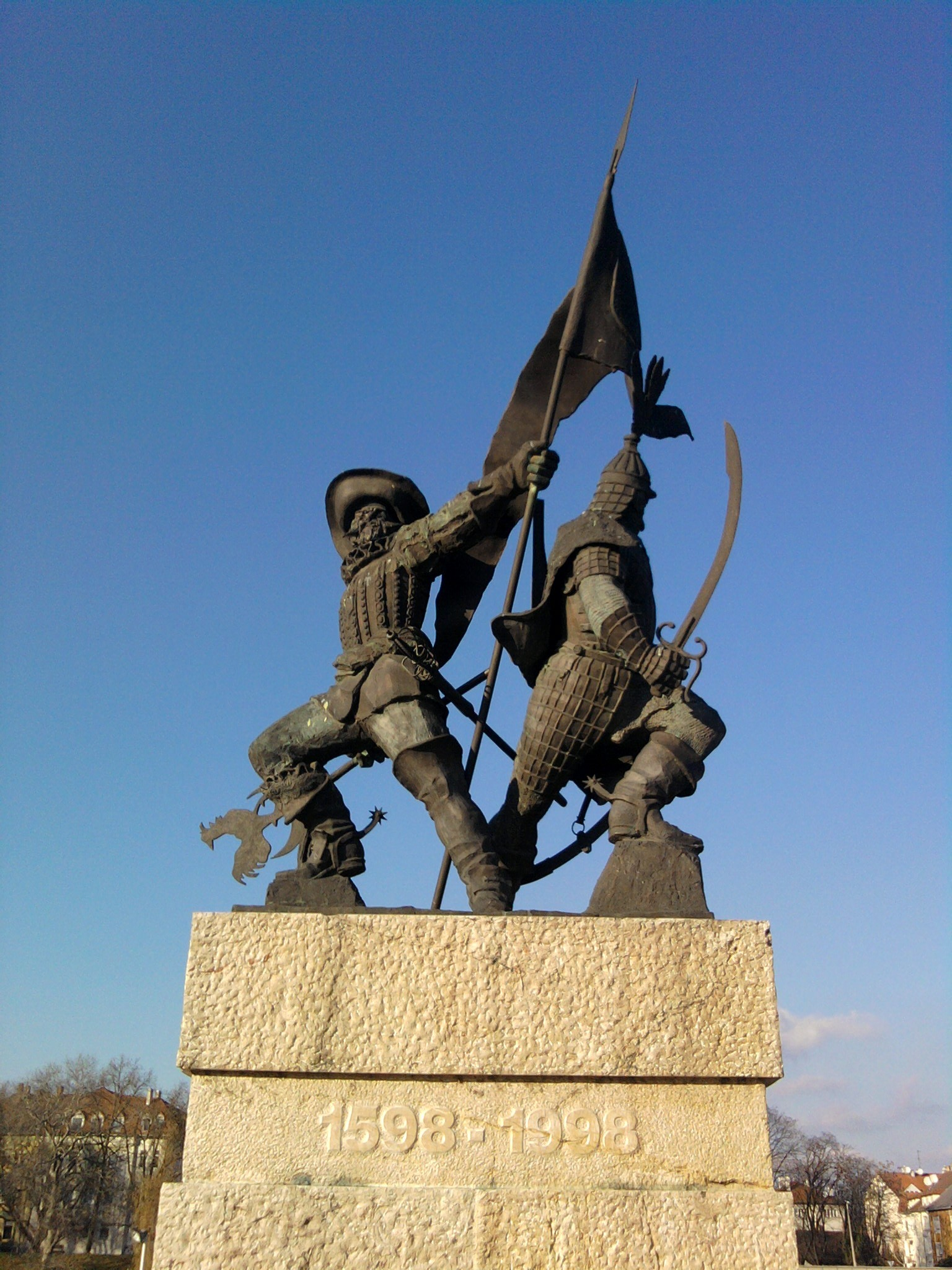
Памятник Миклошу Пальфи и Адольфу Шварценбергу в Дьёре
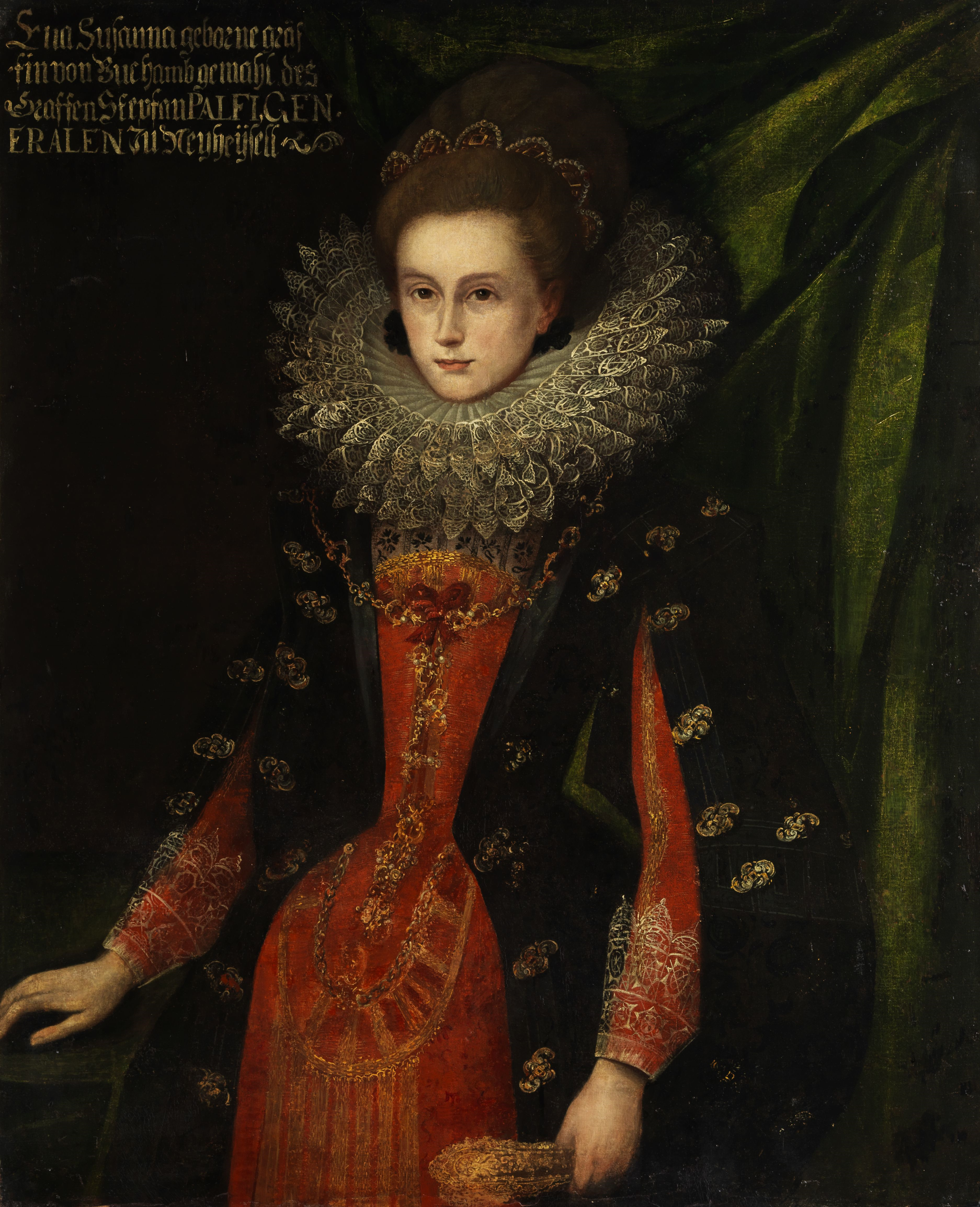
Ева Сюзанна Пальфи (ум. 1640)
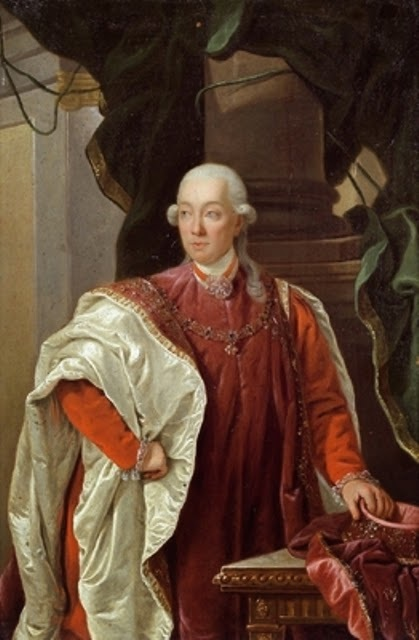
Карл IV Пальфи (1735—1816), 1-й князь Пальфи
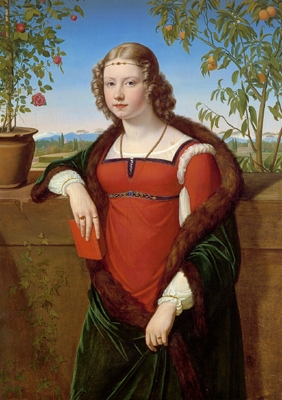
Княгиня Пальфи (урождённая Кауниц, 1801—1875)
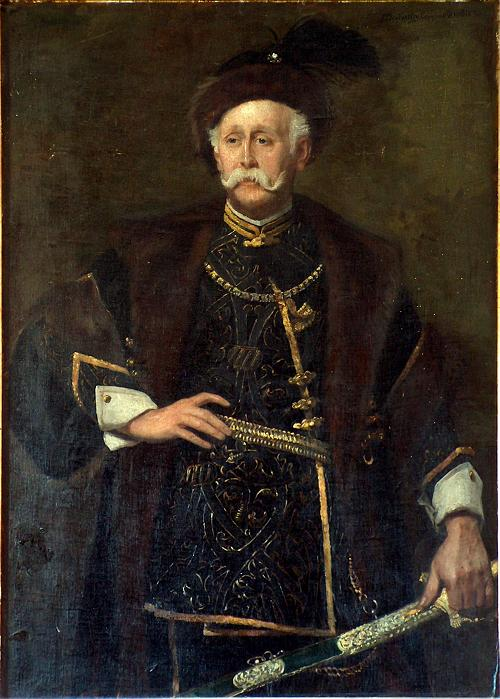
Граф Ян Франтишек Пальфи (1829—1908)